# Kamil Rychlicki
Kamil Rychlicki (Ettelbrück, 1 de novembro de 1996) é um jogador de voleibol luxemburguês que atua na posição de oposto.

## Carreira

### Clube
Rychlicki começou sua carreira jogando em seu país natal, pelo VC Strassen aos 15 anos de idade. Em 2016 mudou-se para o voleibol belga para atuar pelo Noliko Maaseik. Após atuar por duas temporadas na Bélgica, onde conquistou o título do Campeonato Belga da temporada 2017–18, transferiu-se para o Consar Ravenna, da Itália; enquanto na temporada seguinte assinou contrato com o Al-Rayyan, para atuar no voleibol catarense.
Em 2019 o oposto voltou a atuar no voleibol europeu após assinar contrato com o Cucine Lube Civitanova, onde conquistou o título do Campeonato Mundial de Clubes de 2019 e a Copa Itália de 2019–20. Na temporada seguinte, voltou a conquistar dois títulos com o clube de Treia: a Copa Itália e o Campeonato Italiano.
Em junho de 2021, permanecendo em solo italiano, foi anunciado como o novo reforço do Sir Safety Perugia. Pelo novo clube, conquistou o segundo título mundial de sua carreira ao vencer o compatriota Itas Trentino por 3 sets a 1 na final do Campeonato Mundial de Clubes de 2022; além dos títulos da Copa Itália de 2021–22 e da Supercopa Italiana de 2022.
Em julho de 2023, Rychlicki assinou com o Itas Trentino para vestir a camisa do clube de Trento por duas temporadas.

### Seleção
Em 2013 Rychlicki ficou em terceiro lugar no Campeonato Europeu de Estados Pequenos. Em 2015, foi vice-campeão da Copa Novotel. Em 2017, foi campeão na XVI edição dos Jogos dos Pequenos Estados da Europa.

## Vida pessoal
Rychlicki tem ascendência polonesa. É filho do ex-jogador de voleibol Jacek Rychlicki.

## Títulos
VC Strassen
- Campeonato Luxemburguês: 2013–14, 2014–15, 2015–16
- Copa Luxemburgo: 2012–13, 2013–14, 2014–15, 2015–16

Noliko Maaseik
- Campeonato Belga: 2017–18
- Supercopa Belga: 2016

Cucine Lube Civitanova
- Mundial de Clubes: 2019
- Campeonato Italiano: 2020–21
- Copa Itália: 2019–20, 2020–21

Sir Safety Perugia
- Mundial de Clubes: 2022
- Copa Itália: 2021–22
- Supercopa Italiana: 2022

Trentino Volley
- Liga dos Campeões: 2023–24

## Clubes
| Anos      | Clube                  |
| --------- | ---------------------- |
| 2012–2016 | VC Strassen            |
| 2016–2018 | Noliko Maaseik         |
| 2019–2019 | Al-Rayyan              |
| 2019–2021 | Cucine Lube Civitanova |
| 2021–2023 | Sir Safety Perugia     |
| 2023–     | Itas Trentino          |